# Мангасарян, Кристине Арменовна
Кристине (Кристина) Арменовна Мангасарян (арм. Քրիստինե Արմենի Մանգասարյան; родилась 17 мая 1991 года)) — армянская футболистка, полузащитница. Выступала за сборной Армении. Первая армянская футболистка, заключившая профессиональный контракт с клубом из западной Европы.

## Биография
Отец, дядя и брат — профессиональные футболисты. Тренер — Лиана Айрапетян, наставница сборной Армении среди девушек не старше 19 лет. Кристина начала играть в футбол в возрасте 14 лет, однако выступала больше как любитель. Начинала карьеру в клубе «Бананц». В 2012 году Кристина перешла в рязанскую команду «Рязань-ВДВ», причём клуб приобрёл её по личному распоряжению тренера Гарника Аваляна. Кристина выступала преимущественно за молодёжную команду клуба, отличившись в нескольких матчах, часть сезона 2012/2013 провела за азовскую «Дончанку» на правах аренды. Играла также на Украине за команду «Ятрань-Базис» из Умани, в Казахстане была игроком команды «Кокше». За сборную Армении играла до 2012 года, пока та не была расформирована. С 2009 по 2011 годы провела 10 игр в сборной, забив 1 гол в матче против сборной Словении отборочного турнира к чемпионату мира; всего же сыграла не менее 16 игр и забила не менее двух голов. В сезоне 2013/2014 по итогам выступления за «Ереван-ГМ» стала лучшей футболисткой Армении.
15 февраля 2016 года Кристина впервые в истории заключила профессиональный контракт со шведским клубом АИК: она выбрала этот клуб, поскольку считала чемпионат Швеции и сборную Швеции сильнейшими в Европе. 11 июня 2016 года отличилась в матче против клуба «Кальмар», забив гол из-за пределов штрафной площади.